# Valle de Ceberio
El valle de Ceberio es un accidente geográfico español de la provincia de Vizcaya.

## Historia
Hacia mediados del siglo XIX, el valle tenía contabilizada una población de 1624 habitantes. Aparece descrito en el sexto volumen del Diccionario geográfico-estadístico-histórico de España y sus posesiones de Ultramar de Pascual Madoz con las siguientes palabras:

CEBERIO: valle en la prov. de Vizcaya, c. g. de las prov. Vascongadas (7 leg. á Vitoria), aud. terr. de Burgos (26), part. jud. de Bilbao (3). dióc. de Calahorra (26): sit. en una cañada profunda, cercada de altas y fragosas montañas, con clima sano, se divide en 2 parcialidades, Patrona é Infanzona, de tal modo confundidas, que es muy dificil su gobierno habiendo ocasionado siempre entre los fieles y vec. disensiones continuas; la primera comprende 27 barrios y 27 cas., á saber: Amezola, Arquiñano, Arculanda, Arilsa, Barañano, Barbachano, Bersuten, Ceberiogana, Echazo, Ermitabarri, Eriñosa, Gorocitu, Isasi, Ibarrondo, Ibarra, Iturrondo, Larracoechea, Olabarrieta, Olalzar, Solachi, Saldarian, Ugarte, Uribarri, Ugalde, Uriondo, Zabala-goicoa, Zubibarria, Ameza-vecoa, Ameza-goicoa, Idirin-vecoa, Larrabide, Olalde, Orbezu, Olabarri, Olachu, Rotarte, Recachu, Tegeeria, Undurraga, Urguiza, Urquiaga, Urizar, Zubichueta, Zalabecoa; y la segunda los siguientes: Arvildu, Arechanoiaga, Arilsa-infanzono, Artiñano, Eguia, Escoria, Eriñoza-infanzono, Guesala-vecoa, Santa Cruz, Zubibarria-infanzono, Zubiaur, Zubialde, Zantuola, Arquirrechu, Aguiñano, Echevarri-Aldeñano, Elorrivieta, Iturriaga, Jáuregui, Lejarza, Presalde, Urtiaga, Urribil y Zantu: la parte Infanzona constituye la anteigl. de Ceberio (V.), que tiene el 7.º voto y asiento en las juntas de Guernica, y la Patorna está representada en las mismas juntas con Miravalles (V.), á que estuvo unida: hay casa consistorial muy buena, con su escudo de armas, que son una torre y un arco; escuela de primeras letras concurrida por 36 niños y 14 niñas y dotada con 1,248 rs.; igl. parr. (Sto. Tomás Apostol), servida por 7 beneficiados, 5 de entera racion y 2 de media, cuyos titulos son perpetuos de patronato particular, y de los cuales 4 egercen la cura de almas con título del prelado ad nutum amovible; una ermita (Sta. Cruz), servida por un beneficiado de los mas modernos, en la que por la gran dist. á la parr., se dice misa los dias festivos, se esplica el evangelio y se confiesa á los que concurren á ella; hay ademas otras 13 con culto público, una de ellas de propiedad particular y las restantes del pueblo, y por último, un cementerio y varias fuentes minerales. Confina el térm. N. Galdacano; E. Aranzazu; S. Orozco, y O. Miravalles; estendiéndose una leg. de N. á S. y otra de E. á O.; en cuya direccion lo baña y fertiliza el r. Ceberio, sobre el cual hay 4 ferrerias y 10 molinos. El terreno es bastante feraz, pero sumamente montuoso y lleno de precipicios, si bien con mucho arbolado de roble, encina, castaño y otros. caminos: no hay mas que sendas casi intransitables para ir á los barrios y cas. y otras en mejor estado que conducen á los pueblos inmediatos. El correo se recibe de la cab. del part. prod.: trigo, maiz, patatas, nabos, habas, alubias, lino, hortaliza, manzanas y abundancia de castañas; hay alguna caza y poca pesca. pobl.: 354 vec., 1,624 alm. riqueza y contr. (V. Vizcaya intendencia). presupuesto municipal: 11,580 rs. que se cubre con los arbitrios sobre líquidos.
(Madoz, 1847, p. 278)